# Gentoo
Gentoo és una Meta-distribució de programari GNU/Linux basada en un motor inspirat en el ports de FreeBSD, empra OpenRC com a init de referència i tradicionalment tot el programari es compilava per tal d'obtenir la màxima optimització. Fet que el 2024 va començar a canviar.
El nom Gentoo prové del nom en anglès del pingüí papua (de nom científic Pygoscelis papua), tenint en compte que la mascota de Linux és un pingüí.

## Característiques

### Portage
La pedra angular de Gentoo és Portage, un sistema de distribució de programari basat en Ports de BSD. Portage consisteix en un arbre local, que conté les descripcions dels paquets de programari, així com els scripts necessaris per instal·lar-los. Aquest arbre es pot sincronitzar amb un servidor remot mitjançant una ordre:
emerge --sync
Quan un paquet de programari és seleccionat per instal·lar, Portage descarrega els arxius amb el codi font i els compila al moment, generant els arxius executables i documentació corresponent. És possible especificar les optimitzacions a usar a la compilació, així com usar un paràmetre anomenat USE. Aquest paràmetre serveix per indicar la compatibilitat amb altres programes que es desitja aplicar al que s'està compilant, i en conseqüència, s'instal·laran automàticament els paquets que proporcionen aquesta compatibilitat. La possibilitat d'indicar les optimitzacions junt amb el paràmetre USE, permeten crear una distribució a mida, segons l'ús que s'hagi de donar a l'ordinador. De totes maneres, Portage també suporta la instal·lació de binaris sense problemes, ja siguin paquets precompilats pel mateix sistema o paquets que es troben exclusivament en format binari.
Portage permet mantenir el programari actualitzat i controlar les versions que es troben instal·lades, proporcionant unes possibilitats similars a les de l'APT de Debian - excepte que APT usa per defecte binaris precompilats. Així, per exemple, amb només una ordre:
emerge --update world
s'actualitzaran tots els paquets a l'última versió estable sense necessitar cap intervenció de l'usuari.

### Binaris
Una avantatge de Gentoo és que les versions de programari s'actualitzen de forma contínua, a diferència d'altres distribucions on tots els paquets es passen mesos sense comprovar. Això permet tenir un sistema amb les últimes versions de tot el programari - ideal per l'escriptori.
Però tot el contrari, tot i que és poc habitual, a vegades l'ús de versions de programari poc provades dona com a resultat bugs que poden suposar un risc pels servidors de producció.
Un altre desavantatge d'aquest sistema és que posar en marxa un sistema complet, o actualitzar un sistema que ha estat desatès durant una temporada pot requerir una gran quantitat de temps (hores o dies si l'ordinador és antic), mentre es baixen i compilen tots els paquets nous. Tot i així, Gentoo permet per regla general una actualització sense problemes, a diferència d'altres distribucions on pot ser difícil. Aquesta actualització també és possible a partir de binaris precompilats, la qual cosa necessita menys temps.

## Distribucions basades en Gentoo
- Sabayon Linux
- Flash Linux
- Gentoox
- Knopperdisk
- Pardus
- Pentoo
- RR4/RR64
- SystemRescue
- Ututo
- Vidalinux